# 達龍哲珠法王
達龍哲珠法王（1927年—2015年），男，西藏人，藏传佛教僧人，掌持藏傳佛法寧瑪巴第六任法王，同時為北伏藏教法的主要持有者之一。

## 生平
法王出生於衛區羊卓雍湖以西納嘎則的朋措家族。自幼由第九世多札大持明‧圖滇卻旺娘尼多傑與丘商堪欽‧貝瑪也敦滇貝尼瑪大士所認證為圖滇卻吉尼瑪之轉世。
受到認證後，仁波切進入了圖滇多傑札的屬寺達龍哲寺，由丘商堪欽剃度，賜名為「謝祝寧介欽雷桑波」(「講修旭日事業賢」)，並授予轉世稱號、法座和長壽灌頂，並為其傳講《入菩薩行論》。
後於大密敏卓林寺董津仁波切處受沙彌戒，又於前世敏林堪千仁波切處求得比丘戒。
2015年12月23日於聖地菩提迦耶，示現涅槃，住世八十九載。

## 家庭
父亲南嘉多傑，母亲多傑卓瑪。

## 弘法
- 曾應頂果欽哲法王、貝諾法王、敏林赤欽法王、直貢澈贊法王所祈請，赴及印度、錫金、不丹、尼泊爾等各大寺廟傳法，弘法普及亞洲、歐洲和美洲等。[1]
- 擔任多傑札寺海外傳法重擔，在西姆拉的屯墾區，申請創建多傑札寺，此為中興多傑札傳承弘揚北伏藏主要根據地。於究蘭薩第二屯墾區，建立起一座小寺院，興修了一尊二層樓高的長壽佛像，舉行了二次的「蓮師心咒億次修法」法會。
- 應怙主成就自在貝諾法王的要求，於南卓林寺為大眾傳授了《大寶伏藏》口傳和持明者貴登的《北伏藏》灌頂與口傳教法。[2]
- 印度敏卓林寺50周年寺慶暨佛學院25銀禧年院慶，札龍哲珠法王主法〈上師密集法會〉。

## 北伏藏
蓮花生大師於西藏弘揚佛法之後，為了保存教法的完整無誤、三昩耶之清淨和傳承加持力，曾在西藏埋下不少教法伏藏。
持明鷲翎尊者從西藏北方桑桑拉札山洞中取出的五色伏藏寶盒內，藏著浩瀚廣大的三根本及大圓滿各種修法。此為蓮師離開西藏時所埋下重要的伏藏之一。因這些伏藏由桑耶寺的北面所取出，故名為北伏藏。
北伏藏的精髓是寧瑪派究竟甚深大圓滿教法《普賢通徹密意》(貢巴桑都)，《普賢王如來祈願文》即出此教法。

## 外部連結
- 五大中心，今天在新店舉辦夏札法王、達龍哲珠法王圓寂法會
- 印度敏卓林寺50週年寺慶暨佛學院25銀禧年院慶[]